# Cessna 208 Caravan
Cessna 208 Caravan je enomotorno turbopropelersko lahko transportno letalo ameriškega podjetja Cessna. Caravan ima neuvlačljivo (fiksno) pristajalno podvozje tipa tricikel. Tipično preveža 9 potnikov oziroma do 14 z FAR Part 23 dovoljenjem. Zgradili so več kot 2000 letal in je eno najbolj popularnih v svojem razredu.  Cessno Caravan uporabljajo veliko vojaških uporabnikov po vsem svetu. Njegov konkurent je Pilatus PC-6, ki ga uporablja tudi Slovenska vojska.
Caravan ima dobre STOL sposobnosti, vendar ima zaradi neuvlačljivega podvozja in semi-kantilever krila sorazmerno nizko potovalno hitrost, ki je okrog 300 km/h.
Januarja 2013 je močnejša verzija Grand Caravan EX z 867 KM motorjem dobila FAA certifikacijo. Slednjo verzijo bodo proizvajali tudi na Kitajskem.
Na Cessno Caravan se lahko namesti smučke za pristajanje na zasneženih stezah, pri verziji Caravan Amphibian pa tudi plovce za pristajanje na vodi.
Aprila 2008 je Cessna oznanila, da bodo vsa nova letala imela stekleni kokpit Garmin G1000.

## Tehnične specifikacije (208B Super Cargomaster)
Podatki iz airliners.net
Splošne značilnosti
- Posadka: one
- Število sedežev: 9 potnikov, 14 s FAR Part 23 dovoljenjem
- Dolžina: 41 ft 7 in (12,67 m)
- Razpon kril: 52 ft 1 in (15,88 m)
- Višina: 15 ft 5 in (4,70 m)
- Površina kril: 279 sq ft (25,9 m2)
- Vitkost: 9.72
- Teža praznega letala: 4.570 lb (2.073 kg) (tipična teža praznega je 2127 kg/4690 lb)
- Bruto teža: 8.750 lb (3.969 kg) (maks. pristajalna teža 3856 kg/8500 lb)
- Kapaciteta goriva: 332 am. galon/2224 lb
- Pogon letala: 1 × Pratt & Whitney PT6A-114A turboprop, 677 hp (505 kW)
- Propelerji: št. lopatic: 3 Hartzell s spremenljivim krakom

Zmogljivost
- Potovalna hitrost: 197 mph (171 kn; 317 km/h)
- Doseg: 1.240 mi (1.078 nmi; 1.996 km) Z maks. gorivom
- Hitrost vzpenjanja: 770 ft/min (3,9 m/s)
- Obremenitev krila: 31,36 lb/sq ft (153,1 kg/m2)

Letalska elektronika

- Garmin G1000